# Jean III (évêque de Séez)
Pour les articles homonymes, voir Jean III.
Jean III, mort  v. 1422, est un évêque de Séez du XVe siècle. Son nom de famille n'est pas connu.

## Biographie
Jean est sacré évêque de Séez en 1408. Il accorde à l'abbaye de Saint-Martin, presque ruinée par les guerres, les dîmes, fruits et revenus des paroisses de Mieuxcé, de    Sémalé, de Condé-sur-Sarthe et de Courtomer, à la condition qu'elle servit une pension raisonnable à ceux qui jouissent alors de ces bénéfices. 
La Normandie est alors dans la situation déplorable. Les Anglais débarquent maintes fois sur ses côtes et mettent au pillage la plupart de ses villes. Henri V, roi d'Angleterre, devenu maître d'Alençon et de Séez, après la bataille d'Azincourt en 1415, défend  à l'évêque de sortir de son diocèse, sans un sauf-conduit ; il en a même besoin d'un pour aller à sa cour. Pendant ce temps, l'officialité diocésaine à la tête de laquelle se trouve, en 1421, Jean Durozel, est transférée à Falaise. En 1418, les Français chassent les anglais de Séez. 